# Lophyohylinae
A Lophyohylinae a kétéltűek (Amphibia) osztályába, a békák (Anura) rendjébe és a levelibéka-félék (Hylidae) családjába tartozó alcsalád. 

## Elterjedésük
Az alcsaládba tartozó nemek és fajok Dél-Amerika trópusi területein, egészen Argentína és Uruguay északi részéig, Peru északnyugati részén, a Nagy-Antillákon, a Bahama-szigeteken és Floridában honosak, egyetlen fajuk Mexikóban is megtalálható.

## Rendszerezésük
Az alcsaládba tartozó nemek:
- Aparasphenodon Miranda-Ribeiro, 1920
- Argenteohyla Trueb, 1970
- Corythomantis Boulenger, 1896
- Dryaderces Jungfer, Faivovich, Padial, Castroviejo-Fisher, Lyra, Berneck, Iglesias, Kok, MacCulloch, Rodrigues, Verdade, Torres-Gastello, Chaparro, Valdujo, Reichle, Moravec, Gvoždík, Gagliardi-Urrutia, Ernst, De la Riva, Means, Lima, Señaris, Wheeler, & Haddad, 2013
- Itapotihyla Faivovich, Haddad, Garcia, Frost, Campbell, & Wheeler, 2005
- Nyctimantis Boulenger, 1882
- Osteocephalus Steindachner, 1862
- Osteopilus Fitzinger, 1843
- Phyllodytes Wagler, 1830
- Phytotriades Jowers, Downieb, & Cohen, 2009
- Tepuihyla Ayarzagüena, Señaris, & Gorzula, 1993
- Trachycephalus Tschudi, 1838